# Controvérsias no protestantismo
Controvérsias no protestantismo refere-se às controvérsias e críticas existentes nas posições e atitudes do protestantismo e das igrejas que adotam esta doutrina (protestantes e evangélicas), em suas ações, ensinamentos, estrutura ou natureza, bem como em suas divergências e interpretações teológicas.

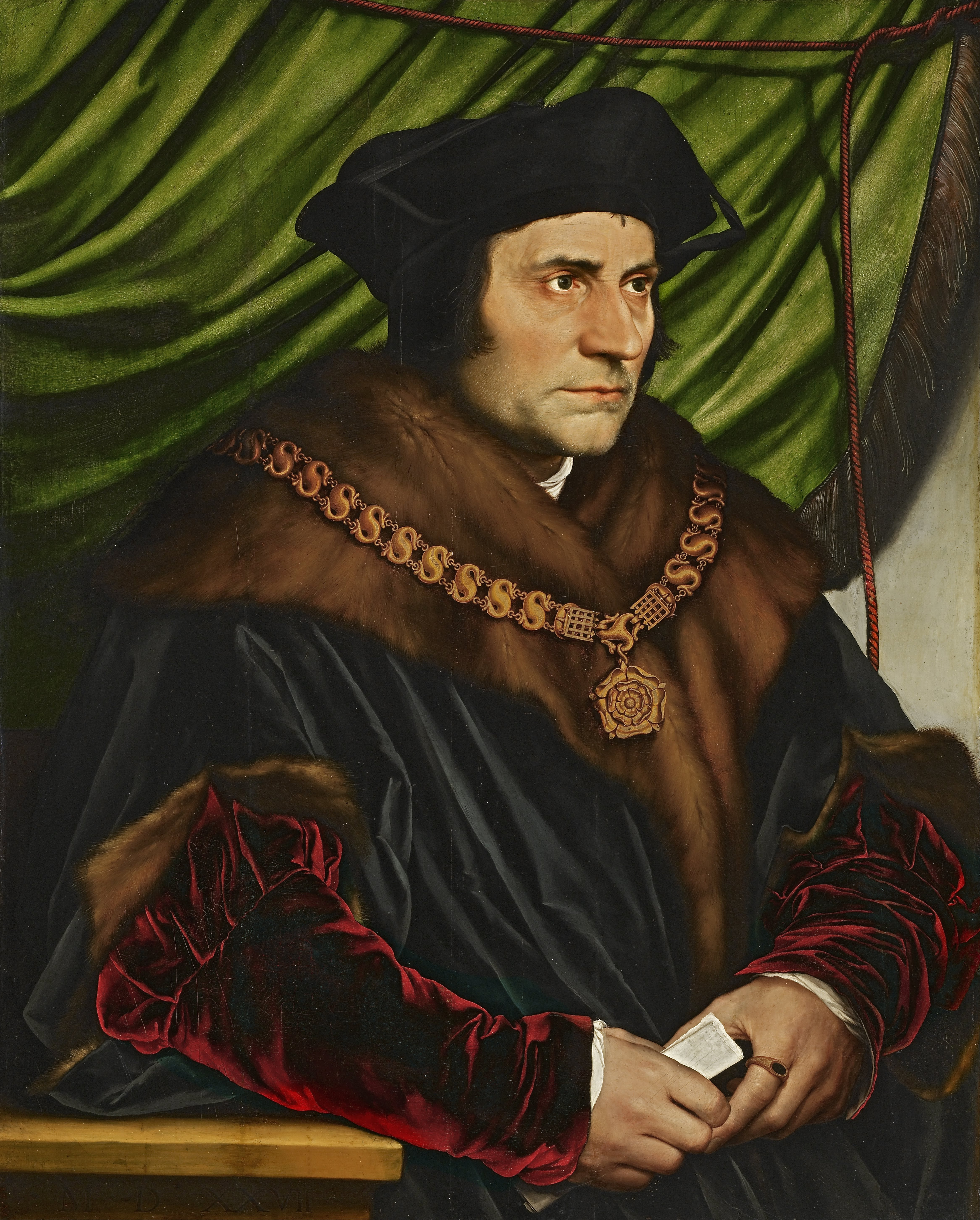
Thomas More foi um grande crítico do protestantismo.

Atualmente existem diversas igrejas protestantes, sendo que especialmente no século XX houve uma enorme multiplicação das mesmas, muitas delas sem ligações entre si, com diferentes pontos de vista, e muitas vezes com certa rivalidade, no que tange a questões doutrinárias e a aquisição de novos fiéis.

## Catolicismo e protestantismo
Os protestantes e católicos sempre entraram em controvérsia em certas doutrinas, fazendo acusações mútuas de heresia.
A atitude especialmente de novos movimentos religiosos, que acatam alguns escritos polêmicos de orientação anticatólicos de reformadores que afirmam que o papa seria supostamente o "anticristo", tais como Martinho Lutero, João Calvino, Thomas Cranmer, John Knox, Cotton Mather, e John Wesley, atitude semelhante tomada pela Igreja Episcopal Irlandesa, a Igreja Presbiteriana e a Igreja Batista, é uma barreira que impede um ecumenismo eficaz e deteriora as relações já muitos ruins entre católicos e protestantes. Calvino despertou revolta inclusive entre seus próprios seguidores ao chamar de papistas muitos cristãos respeitados.

## Predestinação e Calvinismo
A peça fundamental da doutrina de João Calvino é a predestinação, atualmente considerada controversa por muitos setores da sociedade e grupos religiosos.
Calvino creditava todo o centro da história, bem como de sua teologia à ideia da Soberania de Deus. De forma que este havia planejado, por meio de Decretos Eternos, o destino final de cada ser humano. E por consequência o ser humano estava predestinado desde antes de seu nascimento ao céu ou o inferno. Segundo sua crença, alguns (dentre toda humanidade já caída e destinada ao inferno) foram eleitos por Deus para serem salvos, isto é, para serem iluminados pelo Espírito Santo que os levariam a um genuíno arrependimento de seus pecados e serem, desta forma, salvos pela Graça Divina, ao passo que outros foram eleitos a permanecer como estavam: perdidos em seus pecados e não arrependidos, herdando consequentemente à justa maldição eterna - recompensa direta do pecado - independentemente dos atos que estas pessoas cometassem em vida. Calvino, como todos os demais protestantes em suas diversas formulações soterológicas afirmava que a salvação não se dá pelas obras e sim pela Graça divina. Calvino considerava também o trabalho e a prosperidade financeira um sinal das bênçãos de Deus, legitimando o lucro. Assim o calvinismo ganhou popularidade e força entre os burgueses.

## História

### Razões políticas na Reforma
A Reforma protestante foi iniciada por Martinho Lutero, e foi principalmente impulsionada por razões de interpretação das escrituras, políticas e sociais
- Contestação veemente sobretudo a doutrina de que o perdão de Deus poderia ser adquirido pelo comércio das indulgências. Essa discordância inicial resultou na publicação das famosas 95 Teses de Lutero em 1517, em um contexto de conflito aberto contra o vendedor de indulgências Johann Tetzel, escritos, a pedido do Papa Leão X, e que resultou na excomunhão de Lutero da Igreja Romana e em sua condenação como um fora-da-lei pelo imperador do Sacro Império Romano Germânico.
- os conflitos políticos entre autoridades da Igreja Católica e governantes das monarquias europeias, tais governantes desejavam para si o poder espiritual e religioso da Igreja e do Papa,[12][15] muitas vezes para assegurar o direito divino dos reis;
- Práticas como a usura eram condenadas pela ética católica, assim a burguesia capitalista que desejava altos lucros econômicos sentiram-se mais "confortáveis" se pudessem seguir uma nova ética religiosa, adequada ao espírito capitalista, necessidade que foi atendida pela ética protestante e conceito de Lutero de que a fé sem as obras justifica (Sola fide);[15][12][16][17][18][19]
- Algumas causas econômicas para a aceitação da Reforma foram o desejo da nobreza e dos príncipes de se apossar das riquezas da igreja católica e de se ver livre da tributação papal.[20] Também na Alemanha, a pequena nobreza estava ameaçada de extinção em vista do colapso da economia senhorial. Muitos desses pequenos nobres desejavam às terras da igreja. Somente com a Reforma, estas classes puderam expropriar as terras;[21][22][23]
- Durante a Reforma na Alemanha, autoridades de várias regiões do Sacro Império Romano-Germânico pressionadas pela população e pelos luteranos, expulsavam e mesmo assassinavam sacerdotes católicos das igrejas,[24] substituindo-os por religiosos com formação luterana.[25]

### Perseguição e massacre de anabatistas
Martinho Lutero era radicalmente contra o corpo doutrinário e o movimento anabatista que originou-se na Reforma, que foi liderado por Thomas Münzer. Münzer inicialmente era adepto de Lutero, porém ao defender juntamente com seu movimento uma sociedade sem diferenças entre ricos e pobres, e sem propriedade privada, este foi fortemente atacado por Lutero, e eles romperam. Lutero argumentou para Münzer que a existência de "senhores e servos era vontade divina", legitimando assim o poder político.
Em 1524 Münzer iniciou uma revolta camponesa comandada pelos anabatistas, que provocou a Guerra dos Camponeses, comandando massas camponesas contra a nobreza imperial. Nesse conflito Lutero escreveu aos príncipes contra Munzer, afirmando: "Contras as hordas de camponeses (...), quem puder que bata, mate ou fira, secreta ou abertamente, relembrando que não há nada mais peçonhento, prejudicial e demoníaco que um rebelde".
Após a derrota dos Camponeses na guerra, os anabatistas continuaram sendo perseguidos e executados em países protestantes, por exemplo, a Holanda e Frísia, que massacraram aproximadamente 30.000 anabatistas nos dez anos que se seguiram a 1535.

### Reforma Inglesa
A Reforma Inglesa foi promovida pelas necessidades políticas de Henrique VIII. Sendo este casado com Catarina de Aragão, que não lhe havia dado filho homem, Henrique solicitou ao papa Clemente VII a anulação do casamento. Perante a recusa do Papa, por razões pessoais Henrique fez-se proclamar, em 1531, chefe absoluto da igreja inglesa. O "Ato de Supremacia", votado no Parlamento em novembro de 1534, colocou Henrique e os seus sucessores na liderança da igreja. Os súditos deveriam submeter-se ou então seriam excomungados, perseguidos e executados, tribunais religiosos foram instaurados e católicos foram obrigados à assistir cultos protestantes, muitos importantes opositores foram mortos, tais como Thomas More, o bispo John Fischer, bem como sacerdotes, frades franciscanos e monges cartuchos.
Quando Henrique foi sucedido pelo seu filho Eduardo VI em 1547, implantou o calvinismo como doutrina oficial da Igreja Anglicana, doutrina religiosa mais conveniente à nova nobreza e burguesia.
Os católicos também tiveram diversos direitos institucionais negados no Reino Unido, do século XVI até o final do século XIX, um deles, foi o direito de possuir armas de fogo, considerado um dever para protestantes, e terminantemente proibido para católicos. Quando em 1780, o Parlamento inglês tentou outorgar o mesmo direito aos católicos, 120.000 protestantes assinaram uma petição contrária a decisão, e depois provocaram uma revolta em Londres, que resultou na morte de centenas de católicos e incêndio e saque de capelas e casas católicas.

### Calvino e Genebra

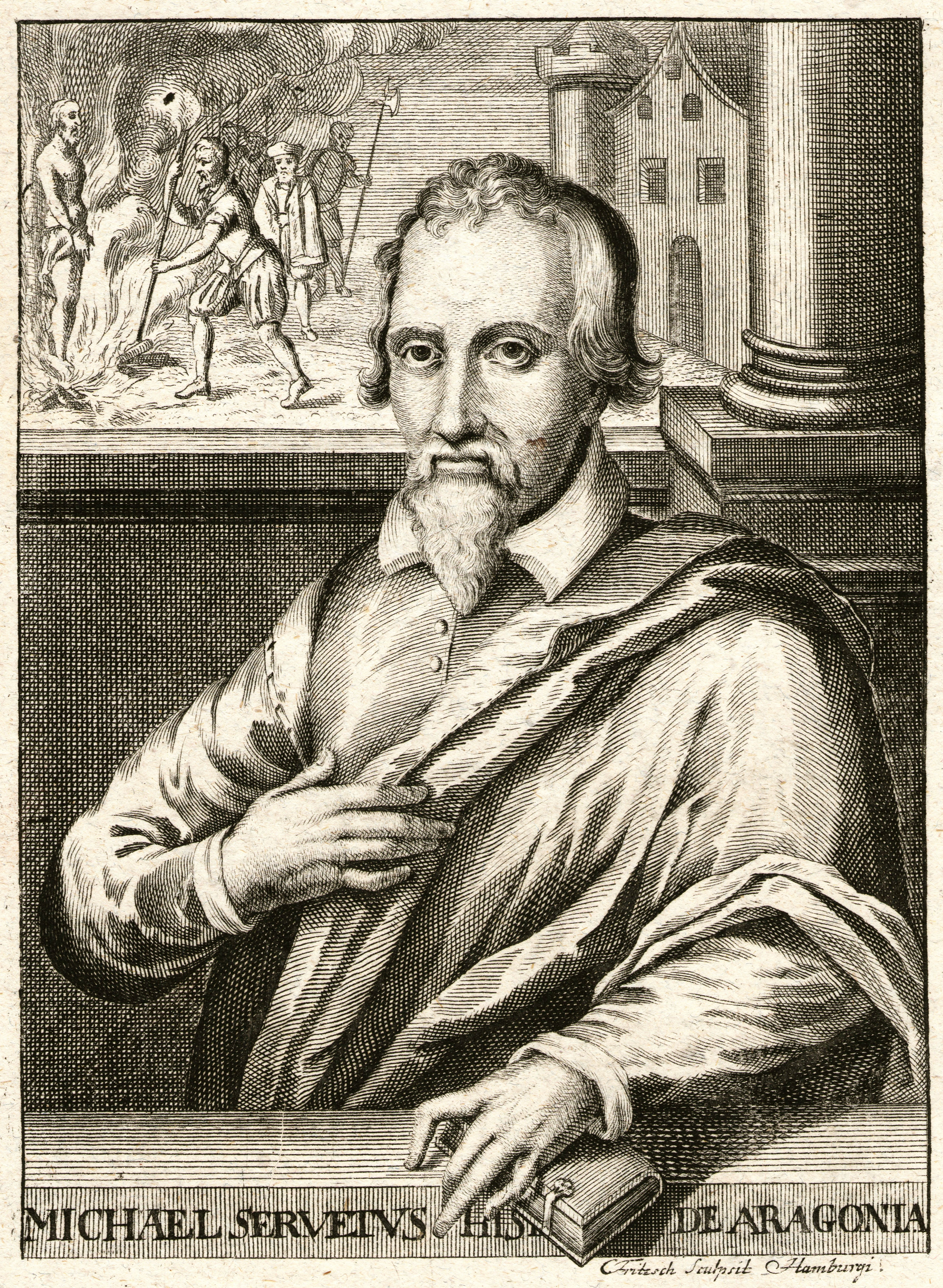
Miguel Servet, cientista e reformador protestante, sentenciado à morte a fogueira por suas ideias teológicas pelo Conselho de Genebra presidido por João Calvino.

João Calvino, juntamente com seus seguidores, instalaria em Genebra um governo de caráter teocrático, e quem descumprisse as normas e doutrinas oficiais do estado era punido. Centenas de pessoas seriam sentenciadas à morte. O caso mais famoso é o do cientista e reformador Miguel Servet, primeiro a descrever a circulação pulmonar, condenado a morrer na fogueira por suas ideias teológicas pelo Conselho de Genebra presidido por Calvino, que havia inclusive consultado outros reformadores sobre o assunto, como os seguidores de Martinho Lutero, que concordaram universalmente com sua execução. Servert, por exemplo defendia o Antitrinitarismo (motivo pelo qual foi condenado em países católicos e protestantes.) Após o ocorrido Calvino escreveu:
Quem sustenta que é errado punir hereges e blasfemadores, pois nos tornamos cúmplices de seus crimes (…). Não se trata aqui da autoridade do homem, é Deus que fala (…). Portanto se Ele exigir de nós algo de tão extrema gravidade, para que mostremos que lhe pagamos a honra devida, estabelecendo o seu serviço acima de toda consideração humana, que não poupamos parentes, nem de qualquer sangue, e esquecemos toda a humanidade, quando o assunto é o combate pela Sua glória.
Lutero de forma semelhante escreveria sobre o papado:

 (…)Tanto o bastão quanto a espada deveriam se dirigir para o mesmo lado (…) que se quebre o braço do ímpio, que se persigua sua iniquidade (…). Estas palavras nos ensinam que é desta maneira que a autoridade do Papa (…) será destruída".  - Trecho do opúsculo "Sincera admoestação a todos os cristãos para que se guardem de toda revolta" (escrito originalmente em 1522 por Martinho Lutero).

### Destruição de patrimônio artístico e cultural na Holanda
Durante a Reforma nos Países Baixos iniciada em 1560, a partir de agosto de 1566, uma multidão de calvinistas invadiu a Igreja de Hondschoote na Flandres (atualmente norte da França) com a finalidade de destruir imagens, ícones, esculturas e obras de arte católicas. Esse incidente provocou outros semelhantes nas províncias do norte e sul, conhecido como "Beeldenstorm", em que calvinistas invadiram igrejas e outros edifícios católicos, para destruir estátuas e imagens de santos em toda a Holanda, o que provocou uma enorme perda de patrimônio histórico e cultural daquela época.

## Críticas a atos de instituições protestantes e seus membros

### Tribunais religiosos e Caça as Bruxas

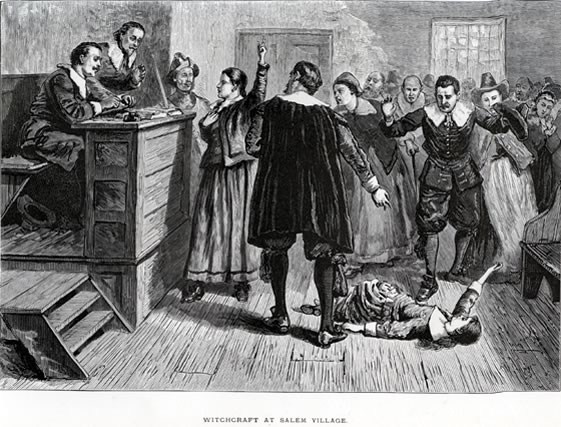
Ilustração de 1876 da sala de audiências dos julgamentos das "Bruxas de Salém", na pequena povoação com o mesmo nome, Massachusetts.

Tribunais religiosos e a caça às bruxas, bem como outros métodos de combate à heresia foram perpetradas tanto pela Igreja Católica quanto pelas Igrejas Protestantes (como a Igreja Anglicana,, Igreja Luterana Igreja Calvinista e Igreja Presbiteriana). Por exemplo, a Caça às Bruxas na Nova Inglaterra nos Estados Unidos em 1692 (as Bruxas de Salém) foi financiada por puritanos.

### Censura literária
Com a invenção da máquina tipográfica de Johannes Gutenberg, as Igrejas Protestantes, ao mesmo tempo em que propagavam a bíblia e suas ideias, também tornaram proibidos uma série de livros católicos e outros que contrariavam suas doutrinas. Tais como a Igreja Luterana e a Igreja Anglicana.

### Controvérsias envolvendo Martinho Lutero

#### Antissemitismo
Martinho Lutero foi antissemita:

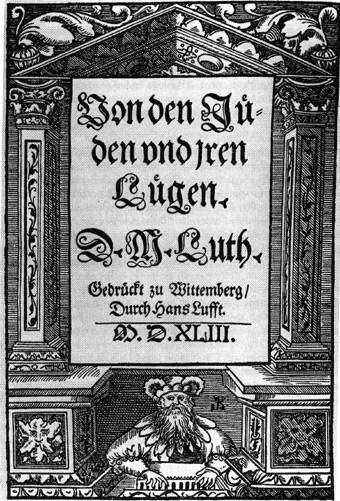
Texto antissemita de Martinho Lutero: Sobre os judeus e suas mentiras (1543).

 "A Alemanha deve ficar livre de judeus, aos quais após serem expulsos, devem ser despojados de todo dinheiro e jóias, prata e ouro, e que fossem incendiadas suas sinagogas e escolas, suas casas derrubadas e destruídas (…), postos sob um telheiro ou estábulo como os ciganos (…), na miséria e no cativeiro assim que estes vermes venenosos se lamentassem de nós e se queixassem incessantemente a Deus". – "Sobre os judeus e suas mentiras" de Martinho Lutero.
O historiador Robert Michael escreve que Lutero estava preocupado com a questão judaica toda a sua vida, apesar de dedicar apenas uma pequena parte de seu trabalho para ela. Seus principais trabalhos sobre os judeus são Von den Juden und Ihren lügen ("Sobre os judeus e suas mentiras"), e Vom Schem Hamphoras und vom Geschlecht Christi ("Do Inefável Nome e da Santa linhagem de Cristo") - reimpressas cinco vezes dentro de sua vida - ambas escritas em 1543, três anos antes de sua morte. Nesses trabalhos Lutero afirma que os judeus já não eram o povo eleito, mas o "povo do diabo". A sinagoga era como "uma prostituta incorrigível e uma devassa maléfica" e os judeus estavam "cheios das fezes do demónio,... nas quais se rebolam como porcos" Lutero aconselhou as pessoas à incendiarem às sinagogas, destruindo os livros judaicos, proibir os rabinos de pregar, e apreender os bens e dinheiro dos Judeus, bem como também expulsá-los, ou fazê-los trabalhar forçosamente. Lutero também parecia aconselhar seus assassinatos, escrevendo "É nossa a culpa em não matar eles."
A campanha contra os judeus de Lutero, foi bem sucedida na Saxónia, Brandemburgo, e Silésia. Josel de Rosheim (1480-1554), que tentou ajudar os judeus na Saxónia, escreveu em seu livro de memórias a situação de intolerância foi causada por "(…) esse sacerdote cujo nome é Martinho Lutero - (…) seu corpo e alma vinculada até no inferno!! - que escreveu e publicou muitos livros heréticos no qual disse que quem ajudasse judeus seriam condenados à perdição." Josel teria pedido a cidade de Estrasburgo para proibir a venda das obras antijudaicas de Lutero; porém seu pedido foi-lhe negado quando um pastor luterano de Hochfelden argumentou em um sermão que os seus paroquianos deviam assassinar judeus. O antissemitismo de Lutero persistiu após a sua morte, ao longo de todo o ano 1580, motins expulsaram judeus de vários estados luteranos alemães.
A opinião predominante entre os historiadores é que a sua retórica antijudaica contribuiu significativamente para o desenvolvimento do antissemitismo na Alemanha, e na década de 1930 e 1940 auxiliou na fundamentação do ideal do nazismo de ataques a judeus. O próprio Adolf Hitler em sua autobiografia Mein Kampf considerou Lutero uma das três maiores figuras da Alemanha, juntamente com Frederico, o Grande, e Richard Wagner. Em 5 de outubro de 1933, o Pastor Wilhelm Rehm de Reutlingen, declarou publicamente, que "Hitler não teria sido possível, sem Martinho Lutero". Julius Streicher, o editor do jornal Nazista Der Stürmer, argumentou durante sua defesa no julgamento de Nuremberg "que nunca havia dito nada sobre os judeus que Martinho Lutero não tivesse dito 400 anos antes". Em novembro de 1933, uma manifestação protestante que reuniu um recorde de 20.000 pessoas, aprovou três resoluções:
- Adolf Hitler é a conclusão da Reforma;[75]
- Judeus Batizados devem ser retirados da Igreja;[75]
- O Antigo Testamento deve ser excluído da Sagrada Escritura.[75]

Diversos historiadores (entre os quais se destacam William L. Shirer e Michael H. Hart) sugerem que a influência de Lutero tenha auxiliado a aceitação do nazismo na Alemanha pelos protestantes no século XX. Shirer fez a seguinte observação em Ascensão e queda do Terceiro Reich:
 "É difícil compreender a conduta da maioria dos protestantes nos primeiros anos do nazismo, salvo se estivermos prevenidos de dois fatos: sua história e a influência de Martinho Lutero (para evitar qualquer confusão, devo explicar aqui que o autor é protestante). O grande fundador do protestantismo não foi só antissemita apaixonado como feroz defensor da obediência absoluta à autoridade política. Desejava a Alemanha livre de judeus (…) – conselho que foi literalmente seguido quatro séculos mais tarde por Hitler, Göring e Himmler.
Por outro lado, especialmente Shirer recebeu críticas por essa sua observação, sendo acusado de não conhecer suficientemente a história alemã, e por ter interpretado incorretamente certos acontecimentos, ou mesclado suas opiniões pessoas em seu livro. Também os cristãos luteranos, afirmam que a Igreja Luterana, tem esse nome em homenagem ao seu mais famoso líder, porém não acata todos os escritos teológicos de Lutero, principalmente os escritos que atacam os judeus.
Desde os anos 1980, alguns órgãos da Igreja Luterana, formalmente denunciaram, e dissociaram-se dos escritos de Lutero sobre os judeus. Em Novembro de 1998, no 60.º aniversário de Kristallnacht, a Igreja Luterana da Baviera emitiu uma afirmação: "é imperativo para a Igreja Luterana, que sabe que é endividada ao trabalho e a tradição de Martinho Lutero, de levar a sério também as suas declarações anti-judaicas, reconhece a sua função teológica, e reflete nas suas consequências. Temos que nos distanciar de cada [expressão de] antissemitismo na teologia Luterana."

#### Anti-islamismo
Lutero era anti-islâmico e decorreu sobre o tema em seu tratado de 1518 Explicação das noventa e cinco teses, no qual sustenta que os islâmicos são uma ferramenta do Diabo e um flagelo enviados para punir os cristãos, como agentes bíblicos do Apocalipse. Eles iriam destruir e exterminar o Anticristo, a quem Lutero acreditava ser o papado e a Igreja Católica. Lutero de acordo com a sua doutrina dos dois reinos suportou teologicamente a guerra dos reinos europeus contra os islâmicos, como uma "guerra justa". Em 1529, no tratado Sobre a Guerra contra os turcos, ele insistiu ativamente que o Sacro Imperador Carlos V e o povo alemão deviam lutar em uma guerra  contra os islâmicos, e ele também escreveu uma oração para a derrota islâmica, pedindo a Deus para "dar ao nosso imperador vitória perpétua sobre os nossos inimigos". Porém para Lutero essa guerra seria movida independentemente pelos estados e portanto não seria uma cruzada.
Lutero também produziu vários panfletos racistas sobre o Islã, que ele chamou de "Maometismo" ou "os Turcos". Lutero via a fé muçulmana como uma ferramenta e criação do diabo, da mesma forma que retratava a religião católica.

#### Controvérsia com Filipe de Hesse

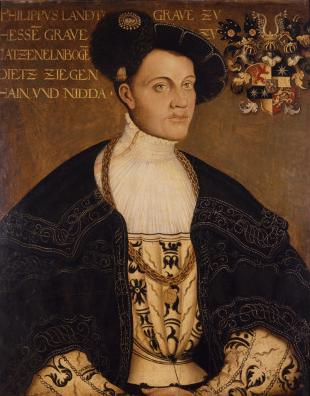
Filipe I de Hesse, cuja bigamia provocou grande escândalo e prejudicou a imagem de Lutero e os reformadores alemães, que aconselharam Filipe a se casar secretamente e negar o caso quando viesse a público. Pintura de Filipe I no Museu de Wartburg.

Em  dezembro de 1539, Filipe I de Hesse, que já era casado, queria se casar novamente com uma das damas-de-espera de sua esposa e assim, praticar a bigamia. Filipe solicitou a aprovação dos principais reformadores alemães; Lutero, Melanchthon e Bucer, e se justificou citando como precedente a poligamia dos patriarcas. Lutero e os demais teólogos não tomaram uma decisão geral, e informaram a Filipe que, se ele de fato, estava determinado, deveria se casar secretamente e manter silêncio sobre o assunto.
Como resultado, em 4 de março de 1540, Filipe casou com uma segunda esposa, Margarethe von der Saal, com Melanchthon e Bucer entre as testemunhas. No entanto, Felipe não conseguiu manter em segredo o casamento, e ele ameaçou tornar público o conselho de Lutero. Lutero disse-lhe para "dizer uma boa e grossa mentira" e negar o casamento completamente, o que Filipe fez durante a controvérsia pública subsequente. Na opinião do biógrafo de Lutero, Martin Brecht, "dar conselhos confessionais para Filipe de Hesse foi um dos piores erros que Lutero cometeu, e (...) a história considera Lutero como principal responsável". Brecht defende que o erro de Lutero não era seus conselhos pastorais particulares, mas que ele calculou mal as consequências políticas.. O caso causou danos duradouros à reputação de Lutero.

### Nos Estados Unidos

#### WASP
WASP é a sigla que em inglês significa "Branco, Anglo-Saxão e Protestante" (White, Anglo-Saxon and Protestant). Surgiu no início do século XX tendo como base o combate à raça, nacionalidade e religião alheia (eram especialmente intolerantes contra o catolicismo, que representava uma minoria nos Estados Unidos). Inicialmente combatiam os negros e não-protestantes, mas logo voltaram seus ideais contra outros grupos, os italianos, os irlandeses e os judeus. Grupos como a Ku Klux Klan tinham como princípio a WASP.

#### Abuso sexual de menores
Em vários países, pastores de grupos luteranos, mórmons, testemunhas de Jeová e outras denominações evangélicas cometeram abuso sexual de menores. Especialmente as testemunhas de Jeová foram muito criticadas, quando foi descoberto que muitos anciãos (pastores) sabiam sobre os abusos e transferiam os acusados, em vez de denunciá-los e removê-los, ou mesmo obrigavam as vítimas a manter silêncio para evitar envergonhar a organização. Embora administradores escolares procedem de forma semelhante quando lidam com professores acusados.

### Na Alemanha

#### Segundo Reich
No Segundo Reich, após a unificação da Alemanha, o chanceler Otto Von Bismarck, apoiado pela maioria protestante iniciaria a famosa campanha contra a minoria católica: Bismarck restringiria a livre prática religiosa, reprimindo os direitos católicos.

#### Terceiro Reich

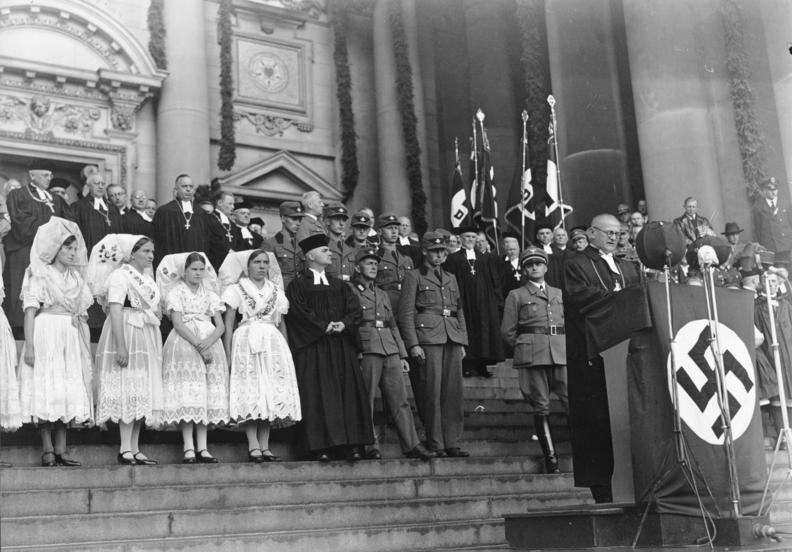
Discurso do pastor Ludwig Müller após a sua posse formal como Bispo Reich em Berliner Dom, 23 Setembro de 1934.

Na Alemanha as igrejas protestantes luteranas e reformadas apoiaram e foram cúmplices do nazismo. Adolf Hitler disse que "Por meu intermédio, a igreja Protestante poderia tornar-se a igreja oficial, como na Inglaterra". Embora a Igreja Confessional, a Igreja Católica, e as Testemunhas de Jeová tenham se posicionado contra o nazismo.
O primeiro grupo protestante em apoio aos nazistas era uma comunidade minoritária, o Movimento da Fé dos Cristãos Alemães, baseado no cristianismo positivo e suscetível ao neopaganismo sob a liderança de Ludwig Müller. em oposição a ele surgiu outro grupo minoritário, a Igreja Confessional, que rejeitava o nazismo. Em julho de 1933 foi criada a Igreja Nacional do Reich, da fusão das 28 igrejas protestantes luteranas e reformistas, somando mais de 48 milhões de protestantes. Seu bispo tornou-se Ludwig Müller.
Durante a Segunda Guerra Mundial a Igreja do Reich proibiria a vinculação da Bíblia, substituindo-a pelo Mein Kampf, a biografia que continha as ideias de Adolf Hitler e decretando que os crucifixos deviam ser substituídos pelas suásticas. Em 1934 o Pastor luterano Martin Niemöller, que inicialmente, assim como os demais clérigos protestantes e católicos havia acolhido positivamente o regime nazista, tornou-se líder da Igreja Confessional, que lutaria ardentemente contra a Igreja do Reich, que afirmava ser a igreja verdadeira. Niemöller seria mandado para um campo de concentração posteriormente. Em 1937, muitos pastores protestantes passaram a prestar juramente de lealdade a Hitler.

## Controvérsias nas igrejas pentecostais e neopentecostais

### Relações com as religiões afro-brasileiras
No Brasil as igrejas pentecostais e neopentecostais são criticadas pela sua relação controversa com as religiões afro-brasileiras. Alguns livros destas instituições são acusados de serem preconceituosos contra as religiões afro-brasileiras, como o best-seller "Orixás, Caboclos e Guias: Deuses ou Demônios?" de 1988 escrito por Edir Macedo, fundador da Igreja Universal do Reino de Deus, que durante algum tempo teve sua veiculação proibida por ser considerado preconceituoso, e depois de julgamento, foi liberado, em certa ocasião o livro mostra um convite de uma festa de candomblé, tendo um tridente como emblema, e diz que: "O tridente do diabo revela o intuito deste ritual". O livro Mãe-de-santo escrito em 1968 por Robert McAlister, fundador da Igreja Pentecostal de Nova Vida no Rio de Janeiro, em 1960, escreveu que "É às vítimas do poder diabólico do Candomblé e da Umbanda, (…) que dedico este livro". O livro "Espiritismo, a magia do engano", de autoria de Romildo Ribeiro Soares (ou R.R. Soares), considera as entidades dessas religiões como "demônios afro-brasileiros", Soares também condena como demoníacos 19 fundadores de "falsas religiões", como Maomé, Confúcio e Buda. Raimundo de Oliveira da Assembleia de Deus escreveu um livro chamado "Seitas e Heresias", na qual condena as religiões africanas.
A cidade de Salvador, é chamada pejorativamente de "capital da macumbaria" ou a "Sodoma e Gomorra da magia negra" por algumas igrejas neopentecostais.

### Teologia da Prosperidade
O ensino da Teologia da Prosperidade é por vezes criticada como materialismo disfarçado de teologia, com fórmulas simplistas, com base nesta última crítica, o evangelho da prosperidade é às vezes pejorativamente conhecido como "Diga o que quer e reivindique" (em inglês "Name-It-Claim-It"). Muitas vezes essa doutrina é considerada por alguns dentro da comunidade cristã como antítese ao ensinamento bíblico tradicional, e, mais genericamente como exploração de seus adeptos, com excessos financeiros e falta de transparência financeira na sua liderança. Os críticos argumentam que a Bíblia condena a busca de riquezas, e que a acumulação de bens materiais não serve ao propósito do Evangelho. Além disso, alguns comentaristas, como Robert Lowery também argumentam que o próprio Jesus não viveu ou procurou o que seria considerado uma vida de "prosperidade".
Críticos proeminentes dentro do próprio prostestantismo incluem o pastor e escritor Rick Warren, o teólogo reformado  John Pipper, e o ministro pentecostal Donnie Swaggart. O caso mais famoso de um crítico é o de Tammy Faye Bakkers, proprietário do PTL Club ministry (uma série televangelista), inicialmente defensor da teologia da Prosperidade foi preso por fraude, e em seguida, detalhou sua renúncia a essa teologia, dizendo que estava errado, em seu livro: I Was Wrong: The Untold Story of the Shocking Journey from PTL Power to Prison and Beyond. O jornalista Hanna Rosin argumenta que os milhões de adeptos do evangelho da prosperidade podem ter influenciado o problema no mercado imobiliário, que causou a crise econômica de 2008-2009, por ignorar fatores como  salários por hora e extrato de conta bancária, bem como causa e efeito, e um cálculo prudente dos gastos oferecidos, em favor de "milagres financeiros e a ideia de que o dinheiro é uma substância mágica que vem como um dom do alto".

### Igreja Universal do Reino de Deus
A Igreja Universal do Reino de Deus é uma igreja neopentecostal que surgiu na década de 1970 no Brasil. Em 1992, Edir Macedo foi preso após o Ministério Público denunciar o líder da Universal por "delitos de charlatanismo, estelionato e lesão à crendice popular". Após ficar 15 dias detido, Macedo foi solto e livrou-se das acusações. A Rede Globo apresentou em 1995 uma reportagem na qual Edir Macedo ensinava pastores a convencer fiéis a doar dinheiro para a Igreja Universal.
Em 12 de outubro de 1995, data em que os católicos celebram Nossa Senhora Aparecida, o então bispo da Igreja Universal Sérgio Von Helde chutou e deu socos em uma imagem da santa, durante os programas "Despertar da Fé" e "Palavra da Vida", da Rede Record. Von Helde foi indiciado na Justiça por ofensa à fé alheia.
Com base em uma denúncia do então deputado estadual de São Paulo Afanásio Jazadji, a Polícia Federal abriu em 2007 investigação contra Macedo pela suposta prática de crimes de falsidade ideológica, contra a fé pública, sonegação fiscal e lavagem de dinheiro. Em 2009, a Justiça brasileira aceitou denúncia do Ministério Público Federal paulista contra o fundador e líder da Igreja Universal do Reino de Deus, Edir Macedo, e mais nove integrantes dessa entidade religiosa, pelas acusações de formação de quadrilha e de lavagem de dinheiro. Segundo a investigação, ao menos 50 empresas como emissoras de rádio e TV (em especial, a Rede Record), gráficas e agências de turismo controladas direta ou indiretamente por integrantes da Igreja Universal são beneficiadas por doações feitas por fiéis em todo o país.
Pela maneira de como eles exploram os pobres, a IURD foi excluída da Aliança Evangélica Portuguesa em 1992.
Desde 1995 a Federação de Entidades Religiosas Evangélicas da Espanha (Ferede) não reconhece a IURD como igreja evangélica. Em 1997, a Câmara dos Representantes da Bélgica descreveu a Universal como uma "associação criminosa, cujo único objetivo é o enriquecimento", "uma forma extrema de mercantilismo da fé ", cujas "atividades na Bélgica pode ser apenas uma fachada para ocultar atividades ilegais"; em Luxemburgo, "são talvez um sinal de que a organização está também envolvida em lavagem de dinheiro".
Outra polêmica também é o apoio de Edir Macedo ao aborto, ao qual ele se mantém favorável, assim como a Rede Record.